# Piotr Myśliński
Piotr Myśliński (ur. 23 września 1896 w Dolsku, zm. 13–16 kwietnia 1940 w Kalininie) – kapitan żandarmerii Wojska Polskiego, ofiara zbrodni katyńskiej.

## Życiorys
Urodził się 23 września 1896 roku w mjątku Dolsk, w ówczesnym powiecie kowelskim guberni wołyńskiej, w rodzinie Karola Józefa i Klementyny Aleksandry z Sołacińskich. Od 9 stycznia 1919 roku ochotniczo w żandarmerii Wojska Polskiego, uczestnik wojny polsko-bolszewickiej. W latach 1921–1939 pełnił służbę w 2 dywizjonie żandarmerii w Lublinie na stanowiskach dowódcy plutonu żandarmerii „Chełm”, oficera śledczego dywizjonu i od grudnia 1931 roku – dowódcy plutonu żandarmerii „Lublin”. 3 maja 1922 roku został zweryfikowany w stopniu podporucznika ze starszeństwem z dniem 1 czerwca 1919 roku i 2. lokatą w korpusie oficerów żandarmerii. Na porucznika został awansowany ze starszeństwem z dniem 1 czerwca 1921 roku i 2. lokatą w korpusie oficerów żandarmerii. 27 czerwca 1935 roku awansował na kapitana ze starszeństwem z dniem 1 stycznia 1935 roku i 3. lokatą w korpusie oficerów żandarmerii.
31 sierpnia 1939 roku został wyznaczony na stanowisko dowódcy plutonu krajowego żandarmerii „Lublin”. W czasie kampanii wrześniowej 1939 roku, po agresji ZSRR na Polskę (17 września 1939 roku), dostał się do niewoli sowieckiej. Między 16 a 23 grudnia 1939 roku był przetrzymywany w obozie w Kozielsku, a następnie od 29 grudnia przebywał w obozie jenieckim w Ostaszkowie. Między 12 a 14 kwietnia 1940 roku został przekazany do dyspozycji naczelnika Obwodowego Zarządu NKWD w Kalininie – lista wywózkowa nr 020/1 z 9 kwietnia 1940, pozycja 93. Między 13 a 16 kwietnia 1940 roku został zamordowany w Kalininie (obecnie Twer) przez funkcjonariuszy Obwodowego Zarządu NKWD w Kalininie oraz pracowników NKWD przybyłych z Moskwy na mocy decyzji Biura Politycznego KC WKP(b) z 5 marca 1940 roku. Ofiary tej zbrodni grzebano potajemnie na terenie leśnym, w bezimiennych mogiłach zbiorowych, gdzie od 2 września 2000 roku mieści się oficjalnie Polski Cmentarz Wojenny w Miednoje.
5 października 2007 roku Minister Obrony Narodowej Aleksander Szczygło mianował go pośmiertnie na stopień majora. Awans został ogłoszony 9 listopada 2007 roku w Warszawie, w trakcie uroczystości „Katyń Pamiętamy – Uczcijmy Pamięć Bohaterów”.

## Ordery i odznaczenia
- Krzyż Walecznych[6]
- Srebrny Krzyż Zasługi (19 marca 1937)[13][14]
- Medal Pamiątkowy za Wojnę 1918–1921[6]
- Medal Dziesięciolecia Odzyskanej Niepodległości[6]
- Srebrny Medal za Długoletnią Służbę (12 maja 1938)[15]
- Brązowy Medal za Długoletnią Służbę[6]

7 października 1935 Komitet Krzyża i Medalu Niepodległości odrzucił wniosek o nadanie mu tego odznaczenia „z powodu braku pracy niepodległościowej”.